# SAP FC
El SAP Football Club es un equipo de fútbol de Antigua y Barbuda que juega en la Primera División de Antigua y Barbuda, la liga de fútbol más importante del país.

## Historia
Fue fundado en el año 1979 en la ciudad de Bolans y su nombre significa Spirited, Attitude & Performance (espíritu, actitud y actuación en inglés). Ha ganado el título de Primera División en 2 ocasiones, el Torneo de Copa y la Charity Shield 1 vez cada una.
A nivel internacional ha participado en 2 torneos continentales, donde en ninguno de ellos ha superado la Primera Ronda.

## Palmarés
- Primera División de Antigua y Barbuda: 2

2005-06, 2008-09
- FA Cup: 2

2004-05, 2008-09
- Antigua y Barbuda Charity Shield: 1

2004-05

## Participación en competiciones de la CONCACAF
- Campeonato de Clubes de la CFU: 2 apariciones

2006 - Primera Ronda
2007 - Primera Ronda